# Guerra civil de Sudán del Sur
La guerra civil de Sudán del Sur fue un conflicto político de Sudán del Sur entre las fuerzas gubernamentales y opositores de Salva Kiir. Comenzó el 14 de diciembre de 2013, cuando una facción del Ejército de Liberación del Pueblo de Sudán (denominada como Movimiento de Liberación del Pueblo de Sudán en la Oposición) intentó efectuar un golpe de Estado en Sudán del Sur. El presidente de país, Salva Kiir, afirmó que el intento fue sofocado el día siguiente, pero el día 16 se retomó la lucha dando inicio a la Guerra Civil. Actualmente el conflicto se encuentra en una fase de estancamiento con la persistencia de grupos rebeldes pese a los acuerdos de paz firmados

## Antecedentes
Después de la independencia de Sudán del Sur, Jok Madut Jok enunció algunos de los desafíos que se le presentaban al nuevo país:

Nuestro país, como se sostiene hoy, es un animal cuadrúpedo pero sus patas están quebradas.
La primera pata de cualquier gobierno es una fuerza militar disciplinada. Tenemos problemas con la manera en que nuestro Ejército funciona hoy en día. Esa es una pata rota. Tenemos una sociedad civil, ahora mismo es muy débil. La tercera pata es la prestación de servicios. Es difícil ofrecer seguridad... La cuarta pata es la unidad política. Tuvimos la unidad política en los días previos al referéndum que condujo a la independencia]. Desde el referéndum, hemos estado teniendo dificultades uniendo nuestras filas. Así que ahora mismo el animal está de pie sobre cuatro patas torcidas. Si no arreglamos estas patas, el futuro será muy, muy difícil.
Jok Madut Jok

La Constitución del país de Sudán del Sur también contiene amplias facultades reservadas al presidente, incluyendo el despido de gobernadores y nombramiento de diputados. En febrero, el presidente Salva Kiir pidió a más de 100 generales del Ejército retirarse, a fin de organizar el Ejército, pero esto fue visto como problemático por otros. Kiir también había sugerido que sus rivales estaban tratando de revivir las desavenencias que habían provocado las luchas internas en la década de 1990.
En verano de 2011, Riek Machar fue vicepresidente del único partido e hizo de vicepresidente del país. En julio de 2013, él, junto con todo el gabinete, fue destituido de su cargo por Kiir. Machar afirmó que el movimiento de Kiir se encaminaba hacia convertirse en una dictadura y que iba a desafiar a Kiir a la presidencia. Posteriormente, Kiir también disolvió algunas instituciones claves del partido, suspendió a Pagan Amum, secretario general del Movimiento de Liberación del Pueblo de Sudán (SPLM, brazo político del Ejército de Liberación del Pueblo de Sudán) y emitió un decreto que le impide salir de Juba o hablar con los medios de comunicación.
Al mismo tiempo, EE. UU. y la UE temían la agitación política. El grupo disidente se dice que incluye a Rebecca Garang, viuda del líder del SPLM John Garang.
Además, Machar y Kiir, ambos miembros Movimiento de Liberación del Pueblo de Sudán, pertenecen a diferentes clanes o grupos socioculturales. Kiir es un dinka, mientras que Machar es un nuer.

## Curso del conflicto

### Inicio del conflicto
El diario sursudanés Sudan Tribune informó de: “choques armados entre miembros de la guardia presidencial en el área de Munuki, al sur de la capital del país, Yuba, a partir del 14 de diciembre. Kiir por su parte afirmó que los enfrentamientos se iniciaron tras el ataque con armas de fuego de grupos uniformados no identificados contra miembros del SPLM”.
El 26 de diciembre el presidente Kiir anunció que se había producido un intento de golpe de Estado orquestado por su exvicepresidente Riek Machar y que la situación estaba bajo control, pese a lo que se instauró un toque de queda, produciéndose también la detención de políticos próximos a Machar.

### Escalada
Tras extenderse la violencia por todo el país, el 23 de diciembre el Secretario General de la ONU, Ban Ki Moon, solicitó reforzar la presencia de la organización internacional, lo que se tradujo en la aprobación por unanimidad del Consejo de Seguridad de la ONU el 24 de diciembre de una resolución redactada por Estados Unidos, añadiendo 5.500 efectivos adicionales a la Misión de Asistencia de las Naciones Unidas en la República de Sudán del Sur (UNMISS), compuesta hasta entonces por 7.000 efectivos.
Malakal, capital de la principal región petrolera del país, el Alto Nilo, cayó en manos de los rebeldes el 26 de diciembre, desarrollándose también combates militares importantes por el control de Bor, la capital del estado oriental de Jonglei, en la frontera con Kenia.
A principios de enero de 2014 delegaciones del Gobierno de Sudán del Sur y de los rebeldes comenzaron a mantener entrevistas con mediadores internacionales de cara a establecer conversaciones de paz, que se iniciaron en Addis Abeba (Etiopía) el 6 de enero.

### Acuerdos de Paz
En marzo de 2017, nueve grupos de oposición, incluidos NAS, NDM de Lam Akol, FDP de Gabriel Chang, SSPA de Costello Ring y SSLM, pero sin incluir al SPLM-IO, se habían unido para formar la Alianza de Oposición de Sudán del Sur (SSOA) para negociar colectivamente. con el gobierno.
Estados Unidos ejerció presión adicional sobre Juba al aprobar con éxito un embargo de armas sobre Sudán del Sur en julio de 2018 a través del Consejo de Seguridad de la ONU, luego de un fracaso en 2016, y Rusia y China se abstuvieron de votar esta vez. Además, con el vecino Sudán enfrentando problemas económicos y dependiendo de los ingresos del transporte de petróleo desde Sudán del Sur, el gobierno sudanés, con una combinación de incentivos y coacción, llevó a Kiir y al SPLA-IO a mantener conversaciones en Jartum. En junio de 2018, firmaron otro alto el fuego en el que acordaron formar un gobierno de transición durante los 36 meses previos a las elecciones nacionales y al personal de mantenimiento de la paz de la Unión Africana y la IGAD para desplegarse en Sudán del Sur y las fronteras estatales serían trazadas por una comisión presidida por un país que no pertenece al Sur Sudanés; este alto el fuego fue violado pocas horas después de su entrada en vigor, cuando fuerzas progubernamentales atacaron a rebeldes en el estado de Wau.
El PLM-IO protestó cuando el Parlamento, donde el partido del Presidente tiene la mayoría de los escaños, prorrogó el mandato del Presidente y de otros funcionarios por tres años. Sin embargo, finalmente acordaron compartir el poder en lo que se denominó el "Gobierno de transición de unidad nacional revitalizado (R-TGoNU)" con Machar nuevamente como uno de los cinco vicepresidentes. Junto a este último destacaba la conformación especial del parlamento, de 550 escaños quedaría dividido con 332 yendo a la facción de Kiir, 128 al grupo de Machar y el resto a otros grupos. Una facción de la SSOA encabezada por Thomas Cirillo de NAS rechazó el trato citando su pequeña participación en el acuerdo de poder compartido. Como parte de la amnistía ofrecida a los grupos tras el acuerdo de paz, en agosto de 2018, el general de brigada Chan Garang, que afirmaba liderar un grupo de soldados rebeldes de las SS-UF de Malong, volvió al gobierno junto con 300 soldados rebeldes en lo que se consideró como un debilitamiento de SS-UF.
En septiembre de 2018, el presidente de Sudán del Sur, Salva Kiir, firmó un acuerdo de paz con el principal líder rebelde, Riek Machar, que puso fin formalmente a una guerra civil de cinco años. Las celebraciones en Juba ocurrieron el 31 de octubre de 2018, sin embargo, hubo críticas al acuerdo de paz de que no abordó los problemas subyacentes del conflicto: la concentración del poder en manos del presidente- y que el statu quo seguirá produciendo violencia. Como parte del acuerdo, se suponía que Machar regresaría a Juba en mayo para volver a ser vicepresidente, citando preocupaciones de seguridad, y solicitó una prórroga de seis meses, que fue aceptada por Kiir. Seis meses después, ambas partes acordaron retrasar 100 días la formación de un gobierno de unidad de transición. El tema más polémico que retrasó la formación del gobierno de unidad fue si Sudán del Sur debería mantener 32 o regresar a 10 estados. El 14 de febrero de 2020, Kiir anunció que Sudán del Sur regresaría a 10 estados además de las tres áreas administrativas de Abyei, Pibor y Ruweng, y el 22 de febrero, Riek Machar prestó juramento como primer vicepresidente para la creación del gobierno de unidad. La disolución del parlamento para traer un nuevo parlamento que comparta el poder con los grupos rebeldes, como lo pedía el acuerdo de paz de 2018, ocurrió en mayo de 2021 después de mucho retraso.
El NAS se convirtió en el principal antagonista del gobierno, enfrentándose con el gobierno en la parte central y occidental de la provincia ecuatorial a partir de enero de 2019, lo que provocó que unas 8.000 personas huyeran del estado de Yei. Junto al FDP también alegaron haber sido atacados por SPLM-IO en el estado del Alto Nilo. El gobierno siguió importando armas para luchar contra los rebeldes. En agosto de 2019, tres grupos rebeldes que no firmaron el acuerdo de paz -el de Cirillo, cuyo grupo rebelde ahora se conocía como Alianza Democrática Nacional de Sudán del Sur (SSNDA), SS-UF de Paul Malong y el Movimiento de Liberación del Pueblo Real de Sudán (R-SPLM) de Pagan Amum, resolvieron unir sus actividades bajo los “Movimientos Unidos de Oposición de Sudán del Sur” (SSOMA).En enero de 2020, la Comunidad de Sant'Egidio medió en una Declaración de Paz de Roma entre la SSOMA y el gobierno de Sudán del Sur.

### Situación actual
Las campañas de desarme dirigidas por el gobierno han generado resistencia, con enfrentamientos que mataron a más de 100 personas en dos días en el centro-norte de Tonj en agosto de 2020. El conflicto interétnico localizado se redujo durante la guerra civil, pero se intensificó en los últimos años, ya que se argumenta que las élites políticas vinculadas por el acuerdo han canalizado armas a las milicias comunitarias como una guerra de poder, mientras que otros argumentan que el vacío de poder causado por el cambio de número de los estados condujo a la actual ola de violencia. Si bien el robo de ganado se ha llevado a cabo durante años, algunos residentes afirmaron que las milicias están atacando más a los civiles, como un ataque que mató a 287 personas en el condado de Uror en mayo de 2020.
En agosto de 2021, Machar fue depuesto como jefe del SPLM-IO y su jefe de gabinete, el primer teniente Simon Gatwech Dual, fue declarado líder interino. Más adelante en el mes, los enfrentamientos entre las fuerzas leales a Machar y Dual llevaron a que ambos bandos reportaran decenas de muertos.

## Posibles intervenciones

### Autoridad Intergubernamental de Desarrollo
Tras el inicio del conflicto y la iniciativa de presidente de Kenia y el primer ministro de Etiopía, algunos líderes del África Oriental se organizaron frente al mismo a través de la Autoridad Intergubernamental de Desarrollo (IGAD) creada al efecto, y dieron el 27 de diciembre a las facciones guerrilleras del Sur cuatro días para el establecimiento de un alto el fuego, advirtiendo que tomarían acción para detener el conflicto militar en caso de un fallido armisticio.

### Estados Unidos
El presidente estadounidense Barack Obama advirtió que debido a la persistente amenaza de guerra civil que viven los sursudaneses, luego de que cuatro soldados estadounidenses fuesen heridos, su gobierno podría intervenir en Sudán del Sur.

## Crímenes de Guerra

### Ataques a civiles
El gobierno fue acusado por los Estados Unidos y grupos de ayuda, entre otros, de usar el hambre como una táctica de castigo colectivo para las poblaciones que apoyan a los rebeldes al bloquear intencionalmente la ayuda.

### Niños soldados
Desde que comenzó el conflicto, más de 17.000 niños fueron utilizados en el conflicto, con 1.300 reclutados en 2016.

### Violencia sexual
Los incidentes denunciados de violencia sexual aumentaron un 60 % en 2016, siendo Mundri, en el estado Amadi de Ecuatoria, el epicentro del problema. Una encuesta de la ONU encontró que el 70 % de las mujeres que se refugiaban en campamentos habían sido violadas desde el comienzo del conflicto, siendo la gran mayoría de los violadores policías y soldados,  y que el 80 % había sido testigo de que alguien más era agredido sexualmente.

## Consecuencias

### Fallecidos
En el 2013, durante los primeros dos días de combates después del 15 de diciembre, los informes indicaron que 66 soldados habían muerto en enfrentamientos en Juba, y al menos 800 heridos. Para el 23 de diciembre, el número de muertos probablemente había superado las 1000 personas mientras que un trabajador humanitario en el país estimó que el número de muertos era probablemente de decenas de miles. El International Crisis Group informó el 9 de enero de 2014 que habían muerto hasta 10.000 personas. En noviembre de 2014, International Crisis Group estimó que el número de muertos podría oscilar entre 50.000 y 100.000. Un alto oficial del SPLA afirmó en noviembre de 2014 que el número de soldados del gobierno muertos y heridos superó los 20.000, con 10.659 soldados muertos entre enero y octubre de 2014 y 9.921 heridos graves, según un informe de Radio Tamazuj. Para marzo de 2016, después de más de dos años de lucha, algunos trabajadores humanitarios y funcionarios que no querían hablar oficialmente dijeron que la cifra real podría llegar a 300.000. Un estudio de la Escuela de Higiene y Medicina Tropical de Londres sobre las muertes hasta abril de 2018 informó que, de manera conservadora, se estima que unas 383 000 personas murieron como resultado de la guerra, mientras que la cifra real puede ser considerablemente mayor, con 190 000 muertes directamente atribuidas a la violencia y la mayoría de las muertes en Jonglei, Unity y Equatoria.
Enb el 2013 dos cascos azules indios de la ONU murieron el 18 de diciembre cuando su base fue asaltada por rebeldes, y tres aviones militares estadounidenses Osprey fueron atacados a tiros, lo que provocó heridas a cuatro miembros del personal de servicio estadounidense.  El 21 de enero de 2014, Ankunda dijo que 9 soldados ugandeses murieron en una emboscada rebelde en Gemeza una semana antes y otros 12 habían muerto en total desde el 23 de diciembre.